# Adisorn Promrak
Adisorn Promrak (en tailandés: อดิศร พรหมรักษ์; Songkhla, Tailandia, 21 de octubre de 1993) es un futbolista de Tailandia que juega en las posiciones de defensa central y lateral derecho. Desde el 2023 juega con el Ratchaburi FC de la Liga de Tailandia.

## Carrera

### Club
| Periodo   | Club                           | Apariciones | Goles |
| --------- | ------------------------------ | ----------- | ----- |
| 2012–2013 | Army United FC                 | 48          | 0     |
| 2014–2016 | BEC Tero Sasana                | 52          | 0     |
| 2016–2020 | Muangthong United              | 74          | 2     |
| 2020–2023 | Port FC                        | 16          | 0     |
| 2022–2023 | → Nongbua Pitchaya FC (cedido) | 11          | 1     |
| 2023-     | Ratchaburi FC                  | 9           | 0     |

### Selección nacional
Adisorn jugó en el AFF U-19 Youth Championship de 2011 con Tailandia sub-19 y también en el Campeonato sub-19 de la AFC 2012. Con Tailandia sub-23 jugó los Juegos Asiáticos de 2014 y los Juegos del Sudeste Asiático un año después y en el Campeonato Sub-23 de la AFC 2016 en Catar. Adisorn jugó con Tailandia por primera vez en la Copa Suzuki AFF 2014 y la Copa Asiática 2019, retirándose de la selección nacional en 2023.

## Logros

### Club
- Thai League Cup (3): 2014, 2016, 2017
- Thai League 1 (1): 2016
- Thai League Cup (2): 2016, 2017
- Thailand Champions Cup (1): 2017
- Mekong Club Championship (1): 2017

### Selección Nacional
- AFF U-19 Youth Championship (1): 2011
- Sea Games (1): 2015
- BIDC Cup (Camboya) (1): 2013
- ASEAN Football Championship (2): 2014, 2016
- King's Cup (2): 2016, 2017